# Elecciones municipales de San Martín de Porres de 2018
Las elecciones municipales de San Martín de Porres de 2018 se realizaron el domingo 7 de octubre de dicho año. Servieron para elegir al alcalde y 15 regidores distritales.

## Composición del Concejo Distrital de San Martín de Porres
La siguiente tabla muestra la composición del Concejo Distrital de San Martín de Porres antes de las elecciones:
| Partidos | Partidos             | Regidores |
| -------- | -------------------- | --------- |
|          | Siempre Unidos       | 9         |
|          | Solidaridad Nacional | 6         |

## Partidos y candidatos
22 agrupaciones políticas inscribieron su candidatura para la elección de alcalde y regidores distritales para el periodo 2019 - 2022. De entre los candidatos, 3 son mujeres y 19 son hombres alcanzando una cuota de género de 13.6 % de mujeres con relación a la cantidad total de candidatos. Ningún candidato es considerado como "político joven" siendo nula la participación de los candidatos jóvenes en este distrito electoral. A continuación vemos la lista de candidatos a la alcaldía distrital según la ubicación de partidos políticos en la cédula de sufragio sorteado por la ONPE:

### Candidatos oficiales
| Candidatura | Candidatura | Partidos y alianzas                                               | Candidatos | Candidatos                    | Ideología                                                         | Ref. |
| ----------- | ----------- | ----------------------------------------------------------------- | ---------- | ----------------------------- | ----------------------------------------------------------------- | ---- |
|             |             | Lista - Acción Popular (AP)                                       |            | Julio Chávez Chiong           | Partido atrapalotodo                                              |      |
|             |             | Lista - Alianza para el Progreso (APP)                            |            | Hernán Tomás Sifuentes Barca  | Liberalismo económico Conservadurismo liberal                     |      |
|             |             | Lista - Avanza País (AvP)                                         |            | José Luis Espichan Pérez      | Conservadurismo liberal Liberalismo clásico                       |      |
|             |             | Lista - Democracia Directa (DD)                                   |            | Carmen Rosa Beas Aranda       | Socialismo Nacionalismo de izquierda Ecologismo                   |      |
|             |             | Lista - Frente Amplio (FA) – Tierra y Libertad (TyL)              |            | Ricardo Vivas Luis            | Socialismo Ecologismo Descentralización                           |      |
|             |             | Lista - Frente Popular Agrícola del Perú (Frepap)                 |            | Maura García Pillaca          | Israelismo Fundamentalismo cristiano Populismo Agrarismo          |      |
|             |             | Lista - Fuerza Popular (FP)                                       |            | Hugo Garay Matos              | Fujimorismo Conservadurismo social Populismo de derecha           |      |
|             |             | Lista - Juntos por el Perú (JP) – Partido Humanista Peruano (PHP) |            | Juan Tisza Contreras          | Socialismo democrático Progresismo                                |      |
|             |             | Lista - Partido Aprista Peruano (APRA)                            |            | Víctor Raúl Bermúdez          | Aprismo                                                           |      |
|             |             | Lista - Partido Popular Cristiano (PPC)                           |            | Luis Caballero Sabino         | Democracia cristiana Conservadurismo social Liberalismo económico |      |
|             |             | Lista - Peruanos Por el Kambio (PPK)                              |            | Walter Salinas Acosta         | Liberalismo económico Conservadurismo progresista                 |      |
|             |             | Lista - Perú Nación (PN)                                          |            | Dennys Quevedo Vera           | Conservadurismo social Democracia cristiana                       |      |
|             |             | Lista - Perú Patria Segura (PPS)                                  |            | Erly Enrique Riega Cámara     | Conservadurismo liberal Liberalismo económico Fujimorismo         |      |
|             |             | Lista - Podemos por el Progreso del Perú (PP)                     |            | José Luna Gálvez              | Conservadurismo social Populismo Nacionalismo                     |      |
|             |             | Lista - Siempre Unidos (SU) – Renacimiento Unido Nacional (RUNA)  |            | Orlando Villacorta Tafur      | Partido atrapalotodo Fujimorismo                                  |      |
|             |             | Lista - Solidaridad Nacional (SN)                                 |            | Teófilo Gamarra Saldívar      | Conservadurismo liberal Liberalismo económico                     |      |
|             |             | Lista - Somos Perú (SP)                                           |            | Luis Cárdenas Sánchez         | Democracia cristiana Conservadurismo social                       |      |
|             |             | Lista - Todos por el Perú (TPP)                                   |            | Milton Samames Cancino        | Liberalismo Humanismo Progresismo                                 |      |
|             |             | Lista - Unión por el Perú (UPP)                                   |            | Alejandro Cabezas Contreras   | Etnocacerismo Nacionalismo de izquierda Ultranacionalismo         |      |
|             |             | Lista - Vamos Perú (VP)                                           |            | Oscar Arturo Castillo Guevara | Populismo Socialdemocracia                                        |      |

### Listas improcedentes/ inadmisibles/ en apelación
| Candidatura | Candidatura | Partidos y alianzas                | Candidatos | Candidatos                  | Ideología                                                 | Estado de la lista | Ref. |
| ----------- | ----------- | ---------------------------------- | ---------- | --------------------------- | --------------------------------------------------------- | ------------------ | ---- |
|             |             | Lista - Perú Libertario (PL)       |            | Carlos Chapilliquen Ángeles | Socialismo del siglo XXI Marxismo-leninismo Mariateguismo | Improcedente       |      |
|             |             | Lista - Restauración Nacional (RN) |            | Anthony Mujica Luna         | Liberalismo económico Humanismo cristiano Evangelismo     | Improcedente       |      |

### Datos adicionales/ observaciones
1. De los 20 candidatos admitidos, 04 de ellos son actualmente regidores distritales en funciones elegidos en las ERM 2014. Ninguno de ellos postula a la alcaldía distrital con la agrupación política que postuló en la pasadas elecciones (03 de Solidaridad Nacional y 01 de Siempre Unidos). [2]
2. 07 candidatos han sido anteriormente regidores distritales en San Martín de Porres en diferentes periodos.
3. 04 candidatos son o han sido regidores en el distrito por 2 o 3 periodos consecutivos (entre 8 y 12 años en el cargo).
4. 04 candidatos han postulado anteriormente al cargo de regidor distrital en San Martín de Porres sin éxito.
5. 03 candidatos han postulado anteriormente al cargo de alcalde del distrito sin éxito.
6. 05 candidatos no han registrado información en la portal Voto Informado del JNE o no registran historial político en la página Infogob.
7. 06 candidatos presentan antecedentes o sentencia judiciales por diversos delitos, entre ellos lesiones culposas, usurpación y pensión de alimentos.[3][4]

## Resumen de propuestas
Los principales problemas de San Martín de Porres son seguridad ciudadana y delincuencia, Limpieza pública o recojo de basura y falta o mal estado de asfaltado de pistas y veredas.

## Sondeos de opinión

### Encuestas
Referencia de color
     – Primer lugar
     – Segundo lugar
     – Tercer lugar
| Encuestadora | Fuente | Fecha de campo    | Luis Paul Cárdenas Sánchez | Hernán Tomás Sifuentes Barca | Erly Enrique Riega Cámara | Julio Abraham Chávez Chiong | Hugo Daniel Garay Matos | Orlando Villacorta Tafur | Carmen Rosa Beas Aranda | Teófilo Gamarra Saldívar | Rosa Bautista Navarro | Luis Alberto Caballero Sabino | Oscar Arturo Castillo Guevara | José Luis Espichan Pérez | Ricardo Vivas Luis | Otro | Blanco/ viciado/ NP | NS/NC |
| ------------ | ------ | ----------------- | -------------------------- | ---------------------------- | ------------------------- | --------------------------- | ----------------------- | ------------------------ | ----------------------- | ------------------------ | --------------------- | ----------------------------- | ----------------------------- | ------------------------ | ------------------ | ---- | ------------------- | ----- |
| CPI          |        | Julio/agosto-2018 | 8.4%                       | 8%                           | 5.3%                      | 4.4%                        | 4.3%                    | 2.6%                     | 2.5%                    | 2.2%                     | 1.8%                  | 1.5%                          | 1.2%                          | 1.1%                     | 1%                 | 4.1% | 30.5%               | 21.1% |

## Resultados

### Sumario general
| Partidos y coaliciones                                                                                     | Partidos y coaliciones                    | Voto popular | Voto popular | Voto popular | Regidores | Regidores |
| Partidos y coaliciones                                                                                     | Partidos y coaliciones                    | Votos        | %            | ±pp          | Total     | +/−       |
| --- | ----------------------------------------- | ------------ | ------------ | ------------ | --------- | --------- |
| | Acción Popular (AP)                       | 88 772       | 25.41        |              | 9         |           |
| | Alianza para el Progreso (APP)            | 55 387       | 15.85        |              | 2         |           |
| | Somos Perú (SP)                           | 42 359       | 12.12        |              | 2         |           |
| | Podemos por el Progreso del Perú (PP)     | 40 728       | 11.53        |              | 1         |           |
| | Perú Patria Segura (PPS)                  | 25 366       | 7.26         |              | 1         |           |
| | Peruanos Por el Kambio (PPK)              | 12 158       | 3.48         |              | 0         |           |
| | Fuerza Popular (FP)                       | 11 947       | 3.42         |              | 0         |           |
| | Partido Popular Cristiano (PPC)           | 10 706       | 3.06         |              | 0         |           |
| | Democracia Directa (DD)                   | 9 667        | 2.76         |              | 0         |           |
| | Avanza País (AvP)                         | 7 676        | 2.19         |              | 0         |           |
| | Siempre Unidos (SU)                       | 7 664        | 2.19         |              | 0         |           |
| | Solidaridad Nacional (SN)                 | 7 050        | 2.01         |              | 0         |           |
| | Frente Popular Agrícola del Perú (Frepap) | 5 743        | 1.64         |              | 0         |           |
| | Frente Amplio (FA)                        | 5 333        | 1.52         |              | 0         |           |
| | Unión por el Perú (UPP)                   | 4 013        | 1.14         |              | 0         |           |
| | Juntos por el Perú (JP)                   | 3 679        | 1.05         |              | 0         |           |
| | Perú Nación (PN)                          | 3 637        | 1.04         |              | 0         |           |
| | Partido Aprista Peruano (APRA)            | 3 118        | 0.89         |              | 0         |           |
| | Todos por el Perú (TPP)                   | 2 829        | 0.81         |              | 0         |           |
| | Vamos Perú (VP)                           | 1 909        | 0.54         |              | 0         |           |
| |                                           |              |              |              |           |           |
| Total | Total                                     | 349 291      |              |              | 15        | ±0        |
| |                                           |              |              |              |           |           |
| Votos válidos                                                                                              | Votos válidos                             | 349 291      | 82.40        |              |           |           |
| Votos en blanco                                                                                            | Votos en blanco                           | 23 558       | 5.56         |              |           |           |
| Votos nulos                                                                                                | Votos nulos                               | 51 026       | 12.04        |              |           |           |
| Votos emitidos                                                                                             | Votos emitidos                            | 423 875      | 100.00       |              |           |           |
| |                                           |              |              |              |           |           |
| Fuente: |                                           |              |              |              |           |           |
| Notas al pie: 1 Comparado con los resultados de Partido Humanista Peruano (PHP) en las elecciones de 2014. |                                           |              |              |              |           |           |
| Notas al pie:                                                                                              |                                           |              |              |              |           |           |
| 1 Comparado con los resultados de Partido Humanista Peruano (PHP) en las elecciones de 2014.               |                                           |              |              |              |           |           |

### Concejo Distrital de San Martín de Porres
| Cargo                                      | Autoridad electa            | Partido político | Partido político                 |
| ------------------------------------------ | --------------------------- | ---------------- | -------------------------------- |
| Alcalde Distrital de San Martín de Porres  | Julio Chávez Chiong         |                  | Acción Popular                   |
| Regidor Distrital de San Martín de Porres  | Alfredo Coronado Tapia      |                  | Acción Popular                   |
| Regidora Distrital de San Martín de Porres | Zoila Torres Portocarrero   |                  | Acción Popular                   |
| Regidor Distrital de San Martín de Porres  | Fernando Ramírez Bezada     |                  | Acción Popular                   |
| Regidora Distrital de San Martín de Porres | Helen Leyva Espinoza        |                  | Acción Popular                   |
| Regidor Distrital de San Martín de Porres  | Hernando Magallanes Montero |                  | Acción Popular                   |
| Regidor Distrital de San Martín de Porres  | Ernesto Barbieri Mejía      |                  | Acción Popular                   |
| Regidor Distrital de San Martín de Porres  | Ivan Pumacayo Palomino      |                  | Acción Popular                   |
| Regidor Distrital de San Martín de Porres  | Miguel Ovalle Huertas       |                  | Acción Popular                   |
| Regidor Distrital de San Martín de Porres  | Erik Loayza Alvaro          |                  | Acción Popular                   |
| Regidora Distrital de San Martín de Porres | Norma Chico Anchante        |                  | Alianza para el Progreso         |
| Regidor Distrital de San Martín de Porres  | Alan Vasquez Davida         |                  | Alianza para el Progreso         |
| Regidora Distrital de San Martín de Porres | Jenny Gutiérrez Lima        |                  | Somos Perú                       |
| Regidora Distrital de San Martín de Porres | Mayra Murillo Amable        |                  | Somos Perú                       |
| Regidor Distrital de San Martín de Porres  | Robert Quispitongo Pianto   |                  | Podemos por el Progreso del Perú |
| Regidor Distrital de San Martín de Porres  | Alejandro Chiguala Ruiz     |                  | Perú Patria Segura               |